# Бронсон (каньон)
Каньо́н Бро́нсон (англ. Bronson Canyon), также известный как Пеще́ры Бро́нсон (англ. Bronson Caves) — участок парка «Гриффит», расположенного в районе Лос-Фелиз (город Лос-Анджелес, штат Калифорния, США). Локация известна тем, что являлась и является поныне местом съёмок большого количества кинофильмов и телесериалов, преимущественно в жанрах «вестерн», «фильм ужасов» и «научная фантастика».

## Описание, история
Каньон находится в юго-западной части парка «Гриффит».
В 1903 году компания Union Rock начала рыть здесь карьер, которому дала название «Браш-каньон»; он использовался для выемки щебня, используемого при строительстве улиц Лос-Анджелеса. В 1920-х годах карьер прекратил свою работу, оставив после себя характерные пещеры. Вскоре это место получило название Бронсон по имени близлежащих авеню и холма.
Скалистый карьер, испещрённый тем, что кажется входами в пещеры, создаёт отличный фон для съёмок сцен, которые должны происходить в Западной глуши, поэтому это место быстро приобрело популярность у кинематографистов соответствующих киножанров, тем более что Голливуд расположен неподалёку. Входы в пещеры обычно снимаются под углом, потому что каждая «пещера» на самом деле представляет собой довольно короткий тоннель, и его задняя стена чётко видна при прямой съёмке при хорошем освещении.

## Фильмы
Несколько известных фильмов и сериалов, значительная часть которых была снята в каньоне Бронсон.
Кино- и телефильмы
- 1932 — Я — беглый каторжник
- 1932 — Белый зомби
- 1933 — Полынная тропа[англ.]
- 1933 — Вампир — летучая мышь[англ.]
- 1942 — Зов каньона[англ.]
- 1948 — Серебряная река
- 1951 — Пламя Аравии[англ.]
- 1951 — Неизвестный мир[англ.]
- 1952 — Карсон-Сити[англ.]
- 1953 — Робот-монстр
- 1953 — Капитан Джон Смит и Покахонтас[англ.]
- 1954 — Убийцы из космоса
- 1955 — День, когда Земле пришёл конец
- 1955 — Побег
- 1956 — Вторжение похитителей тел
- 1956 — Оно захватило мир
- 1956 — Искатели
- 1957 — Мужчины на войне[англ.]
- 1957 — Циклопы
- 1957 — Атака крабов-монстров
- 1957 — Монстр из Зелёного ада
- 1958 — Земля против паука
- 1958 — Ночь кровавой твари[англ.]
- 1959 — Невидимые захватчики
- 1959 — Тинейджеры из космоса[англ.]
- 1962 — Вторжение космических существ[англ.]
- 1962 — Скачи по горам
- 1965 — Человеческие дубликаторы[англ.]
- 1966 — Бэтмен
- 1977 — Белый бизон
- 1979 — Не приближайся к парку
- 1980 — Поднять «Титаник»
- 1981 — Легенда об одиноком рейнджере[англ.]
- 1982 — Меч и колдун
- 1984 — Бегство от сна
- 1986 — Столкновение
- 1991 — Звёздный путь 6: Неоткрытая страна
- 1992 — Армия тьмы
- 1997 — Джордж из джунглей
- 2001 — Потерянный скелет Кадавры[англ.]
- 2002 — Лихорадка
- 2002 — Царь скорпионов
- 2003 — И снова Бэтмен![англ.]
- 2004 — Дрожь земли 4: Легенда начинается
- 2007 — Война динозавров
- 2009 — Принцесса Марса
- 2010 — Гибель титанов
- 2016 — Да здравствует Цезарь!
- 2017 — Ловушка времени
- 2018 — Под Сильвер-Лэйк
- 2020 — Зависнуть в Палм-Спрингс

Киносериалы
- 1934 — Таинственная гора[англ.]
- 1935 — Призрачная империя[англ.]
- 1936 — Флэш Гордон
- 1937 — Зорро снова в седле[англ.]
- 1941 — Приключения Капитана Марвела
- 1950 — Атомный Человек против Супермена

Телесериалы
- 1949—1957 — Одинокий рейнджер[англ.]
- 1954—1959 — Приключения Рин Тин Тина[англ.]
- 1955—1975 — Дымок из ствола
- 1957—1960 — Территория Тумстоун[англ.]
- 1957—1963 — Есть оружие — будут и путешествия[англ.]
- 1958—1961 — Бэт Мастерсон[англ.]
- 1959—1965 — Сыромятная плеть
- 1959—1973 — Бонанза
- 1962—1971 — Вирджинец[англ.]
- 1966—1968 — Бэтмен — штаб Бэтмена, его Бэтпещера[англ.][7]
- 1971—1973 — По прозвищу Смит и Джонс[англ.]
- 1974—1983 — Маленький домик в прериях
- 1983—1987 — Команда «А»
- 1993—1994 — Приключения Бриско Каунти — младшего

Видеоклипы
- 2005 — Friend or Foe группы «Тату»[8]
- 2019 — Easier[англ.] группы «5 Seconds of Summer»[9]